# Ангаладян, Рубен Саркисович
Рубен Саркисович Ангаладян (арм. Ռուբեն Սարգսի Անղալադյան, род. 10 июля 1947) — армянский писатель, философ, культуролог, этнополитолог, киносценарист, Заслуженный деятель культуры Республики Армения (2011). В 2007 году получил премию «Человек года». Автор более 25 книг, его труды переведены на 28 языков. Р. Ангаладян даёт системный анализ как национальной, так и мировой культуре XX века. Он автор стихов, философских эссе, киносценариев к документальным и художественным фильмам, статей, посвящённых национальному самосознанию армян, а также политологических трудов по вопросам внешней политики современной Армении.
Р. Ангаладян — автор таких крупных монографий, как «Армянский Авангард внутри тоталитаризма», «Ереван — Париж», «Национальное самосознание» (на армянском языке).